# إيمي ستورم
إيمي ستورم (بالسويدية: Emy Storm)‏ هي ممثلة سويدية، ولدت في 20 مايو 1925 في السويد، وتوفيت بنفس المكان في 24 نوفمبر 2014 بسبب مرض.

## وصلات خارجية
- إيمي ستورم على موقع IMDb (الإنجليزية)
- إيمي ستورم على موقع أول موفي (الإنجليزية)
- إيمي ستورم على موقع قاعدة بيانات الأفلام السويدية (السويدية)
- إيمي ستورم على موقع ديسكوغز (الإنجليزية)
- إيمي ستورم على موقع قاعدة بيانات الفيلم (الإنجليزية)